# Мухамеду Хабіб Гок А Мекан
Мухамеду Хабіб Гок А Мекан (фр. Mukhamedu Khabib Hok A Mekan, 23 квітня 1982 року, Бафіа, Камерун) — колишній камерунський футболіст, захисник.

## Кар'єра
Почав свій футбольний шлях на батьківщині, граючи за декілька різних команд Дуали — найбільшого міста Камеруну.
У 2005 році захисник перебрався до Молдови. Там він протягом декількох років грав за «Ністру» та «Дачію».
У 2010 році камерунець підписав контракт із клубом казахстанської Прем'єр-Ліги «Акжайиком». За підсумками сезону 2010/11 клуб вилетів із елітного дивізіону й гравець переїхав до України, де підписав контракт із аматорською «Бучею» із однойменного міста.
У 2013 році футболіст спробував свої сили в таджицькому «Хайр Вахдаті», де він приєднався до свого товариша та земляка, Поля Бебея. Втім, уже в тому ж році Хабіб повернувся назад до «Бучі».
У 2015 році гравець виступав за команду «Сокіл» із Михайлівки-Рубежівки, після чого завершив свої виступи як гравець.

## Досягнення
- Бронзовий призер чемпіонату Молдови (2): 2006/07, 2007/08
- Фіналіст Кубка Молдови (4): 2005/06, 2006/07, 2007/08, 2009/10